# 鈴木美希
鈴木 美希（すずき みき、1985年6月 - ）は、日本の薬学者（神経科学・生理学）。修士（薬学）（静岡県立大学・2011年）。静岡県立大学薬学部助教・大学院薬学研究院助教。

## 来歴

### 生い立ち
1985年6月に生まれ。静岡県立大学に進学し、同薬学部薬学科にて学んだ。2009年3月に、静岡県立大学を卒業。そのまま同大学大学院薬学研究科に進学。2011年3月、同大学大学院修士課程を修了。

### 研究者として
2011年4月、持田製薬に入社、開発研究所に配属された。2014年5月、静岡県立大学薬学部助教に就任、主として薬科学科の講義を担当、武田厚司や海野けい子らとともに統合生理学分野を受け持つ。また、同大学大学院薬学研究院助教を兼務。同大学院では、薬食生命科学総合学府薬科学専攻の講義を担当、統合生理学教室を受け持つ。

## 研究
専門は薬学。特に神経科学・生理学を研究する。自身の研究の目的について「記憶学習能を中心とした脳機能の基礎研究を基に、脳機能疾患の病態解明、その予防法の確立を行い、社会に貢献していきたい」と意気込みを語った。具体的には、記憶学習機能における亜鉛の作用について研究する。たとえば、海馬において亜鉛が一過性に増加した場合、認知記憶障害が生じることを明らかにした。また、ストレスに起因する記憶学習障害の機高ﾌ解析や、その蘭hについて研究する。
それらの研究から得られた知見は、『Brain Research』、『Neuroscience』、『PLoS ONE』、『Brain Research Bulletin』などの学術雑誌に発表した。これらの業績が評価され、イギリスの王立化学会から若手研究者賞を授与された。

## 略歴
- 1985年 - 誕生。
- 2009年 - 静岡県立大学薬学部卒業。
- 2011年 - 静岡県立大学大学院薬学研究科修士課程修了。
- 2011年 - 持田製薬入社。
- 2014年 - 静岡県立大学薬学部助教。
- 2014年 - 静岡県立大学大学院薬学研究院助教。

## 賞歴
- 2014年 - 若手研究者賞。

## 主要な著作
- Atsushi Takeda, et al., "Zinc differentially acts on components of long-term potentiation at hippocampal CA1 synapses", Brain Research, Vol.1323, Elsevier, April 6, 2010, pp.59-64. ISSN 0006-8993 doi:10.1016/j.brainres.2010.01.085
- Atsushi Takeda, et al., "Differential effects of zinc influx via AMPA/kainate receptor activation on subsequent induction of hippocampal CA1 LTP components", Brain Research, Vol.1354, Elsevier, October 1, 2010, pp.188-195. ISSN 0006-8993 doi:10.1016/j.brainres.2010.07.039
- Atsushi Takeda, et al., "Impairment of recognition memory and hippocampal long-term potentiation after acute exposure to clioquinol", Neuroscience, Vol.171, No.2, Elsevier, December 1, 2010, pp.443-450. ISSN 0306-4522 doi:10.1016/j.neuroscience.2010.09.017
- Atsushi Takeda, et al., "Transient increase in Zn2+ in hippocampal CA1 pyramidal neurons causes reversible memory deficit", PLOS ONE, Vol.6, No.12, Public Library of Science, 2011, e28615. ISSN 1932-6203 doi:10.1371/journal.pone.0028615
- Atsushi Takeda, et al., "Unique induction of CA1 LTP components after intake of theanine, an amino acid in tea leaves and its effect on stress response", Cellular and Molecular Neurobiology, Vol.32, No.1, Plenum Press, January, 2012, pp.41-48. ISSN 0272-4340 doi:10.1007/s10571-011-9732-z
- Atsushi Takeda, et al., "Involvement of glucocorticoid-mediated Zn2+ signaling in attenuation of hippocampal CA1 LTP by acute stress", Neurochemistry International, Vol.60, No.4, Pergamon Press, March, 2012, pp.394-399. ISSN 0197-0186 doi:10.1016/j.neuint.2012.01.021
- Haruna Tamano, et al., "Preventive effect of theanine intake on stress-induced impairments of hippocamapal long-term potentiation and recognition memory", Brain Research Bulletin, Vol.95, Elsevier, June, 2013, pp.1-6. ISSN 0361-9230 doi:10.1016/j.brainresbull.2013.02.005
- Haruna Tamano, et al., "Advantageous effect of theanine intake on cognition", Nutritional neuroscience, Vol.17, No.6, Maney, November, 2014, pp.279-283. ISSN 1028-415X doi:10.1179/1476830513Y.0000000094

## 関連人物
- 海野けい子 (薬学者)
- 武田厚司